# Edgerton, Alberta
Edgerton är en ort i Kanada.   Den ligger i provinsen Alberta, i den centrala delen av landet, 2 600 km väster om huvudstaden Ottawa. Edgerton ligger 644 meter över havet och antalet invånare är 317.
Terrängen runt Edgerton är platt, och sluttar österut. Trakten runt Edgerton är nära nog obefolkad, med mindre än två invånare per kvadratkilometer.. Det finns inga andra samhällen i närheten. 
Trakten runt Edgerton består till största delen av jordbruksmark.